# 松平忠輝
參數所指定的目標頁面不存在，建議更正成存在頁面或直接建立下列一個頁面（建立前請先搜尋是否有合適的存在頁面可以取代）：
- 松平忠輝 (旗本)

松平忠輝（日语：／ Matsudaira Tadateru，1592年2月16日—1683年8月24日）是安土桃山時代至江戶時代中期的大名。父親是德川家康。母親是側室茶阿局。

## 生平

### 出生
在天正20年（1592年）1月4日於江戶城出生，家中六男。幼名是辰千代。
因為生母茶阿局身分低微的關係，家康在辰千代剛誕生時就不喜歡他，在捨棄他時令側近本多正信拾回（當時有這種風習：為了祈願平安養大孩子而把孩子放在寺門前，然後由家臣拾回並養育），並尋求養育人，於是由3萬5千石的下野栃木（長沼）城主皆川廣照養育。
家康與忠輝第一次見面是在慶長3年（1598年），不過此時家康亦相當討厭忠輝（後述）。

### 繼承長澤松平氏

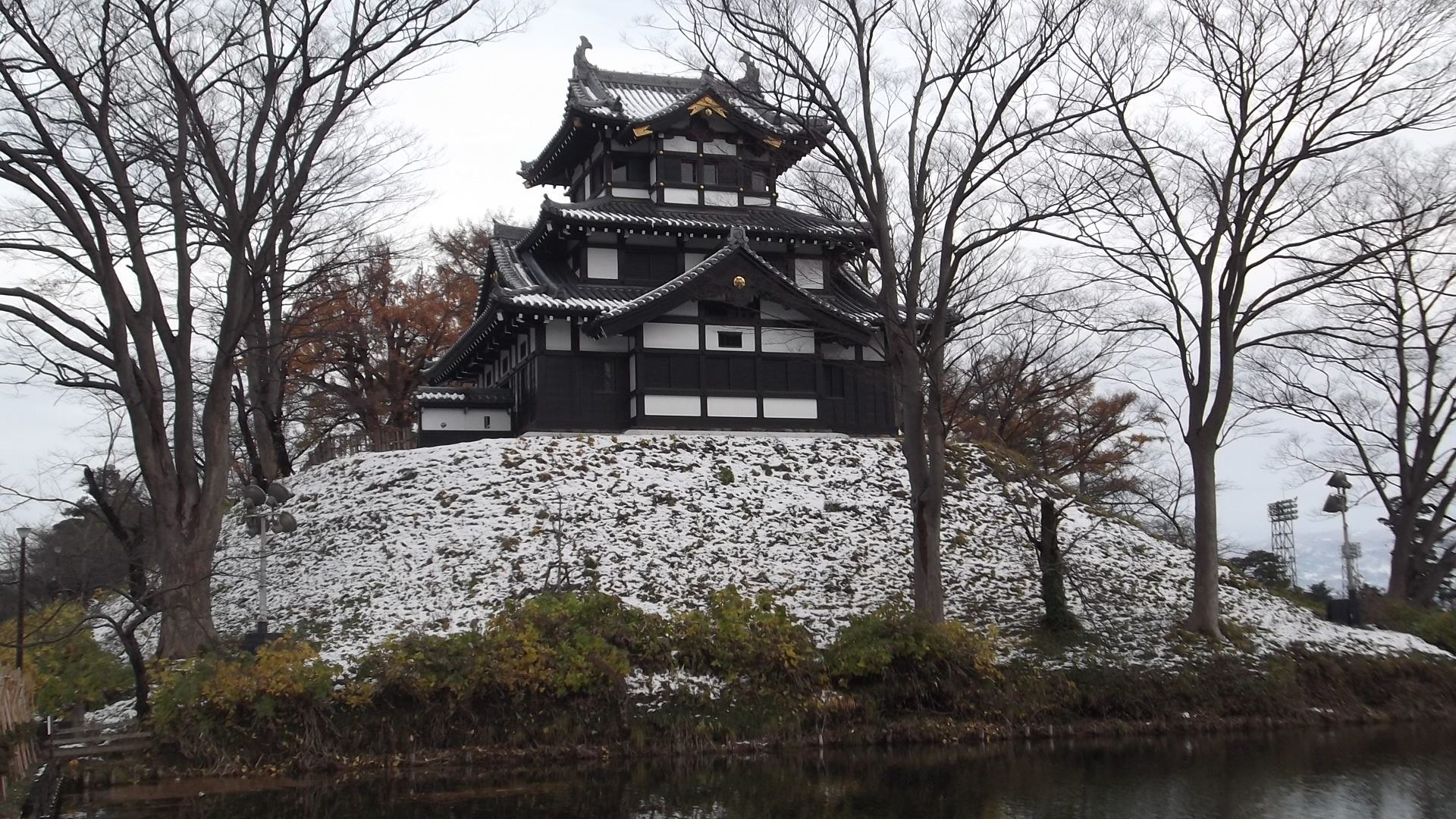
越後高田城三重櫓（新潟縣上越市）

慶長4年（1599年）1月，因為弟弟松千代死去，於是忠輝繼承長澤松平家的家督，被賜予武藏國深谷1萬石。在慶長7年（1602年）12月被加增移封至下總國佐倉5萬石並元服而改名為上總介忠輝。
慶長8年（1603年）2月，被加增移封至信濃國川中島12萬石（與上次移封只相差40天），姐夫花井吉成以家老的身份輔佐忠輝。慶長10年（1605年），秀忠在就任豐臣秀賴的右大臣時，家康下令忠輝前往大坂與秀賴會面。慶長11年（1606年），與伊達政宗的長女五郎八姬結婚。慶長14年（1609年），重臣皆川廣照等人引起御家騷動而失勢。
慶長15年（1610年），被任命為越後高田藩藩主（福島城城主，後述），此時加上川中島12萬石，合計擁有75萬石。領有越後的忠輝當初是堀氏所築的福島城城主，不過在慶長19年（1614年）築起高田城，於是移到該處。高田城因為幕命的關係，由忠輝的岳父伊達政宗為首13家大名幫助築造。

### 改易、流放
不過此時並沒有減少與父親家康的距離，在慶長19年（1614年）的大坂冬之陣中被任命擔任留守居役。剛毅的忠輝對這個命令相當不滿，不過最後都有遵從。在慶長20年（1615年）的大坂夏之陣中向大坂出陣。
元和2年（1616年）4月，家康死去。家康在此時令秀忠、義直、賴宣、賴房等人前往見最後一面，不過沒有召喚忠輝。希望拜謁家康的忠輝隻身前往駿府，不過沒有被允許會見家康的最後一面。『德川實紀』中記載「忠輝立即出發到駿府探望家康，此時隨侍在家康身旁的有許多宿老政要，但家康因為不喜歡忠輝，所以獨獨不准忠輝入城，因此無法實現探望之願。少將（忠輝）手足無措只好暫居城下的禪寺，希望能等到入城許可。最後忠輝在無法進城謝罪的情況下家康便薨逝……」（忠輝、いそぎ発途して駿府へ参られ、宿老もて御気しき伺はれしに。家康は以の外の御いかりにて。城中へも入るべからざる旨仰下され。御対面も叶はざれば。少将せんかたなく御城下の禅寺に寓居して。御気のひまを伺ひて。謝し奉られんとする内に薨去……）。
元和2年（1616年）7月6日，忠輝被兄長秀忠命令改易並流放至伊勢國朝熊。忠輝的母親茶阿局向家康的側室阿茶局求助，但是最終都失敗。在元和4年（1618年）和寬永3年（1626年）分別被流放至飛驒國高山和信濃國諏訪。

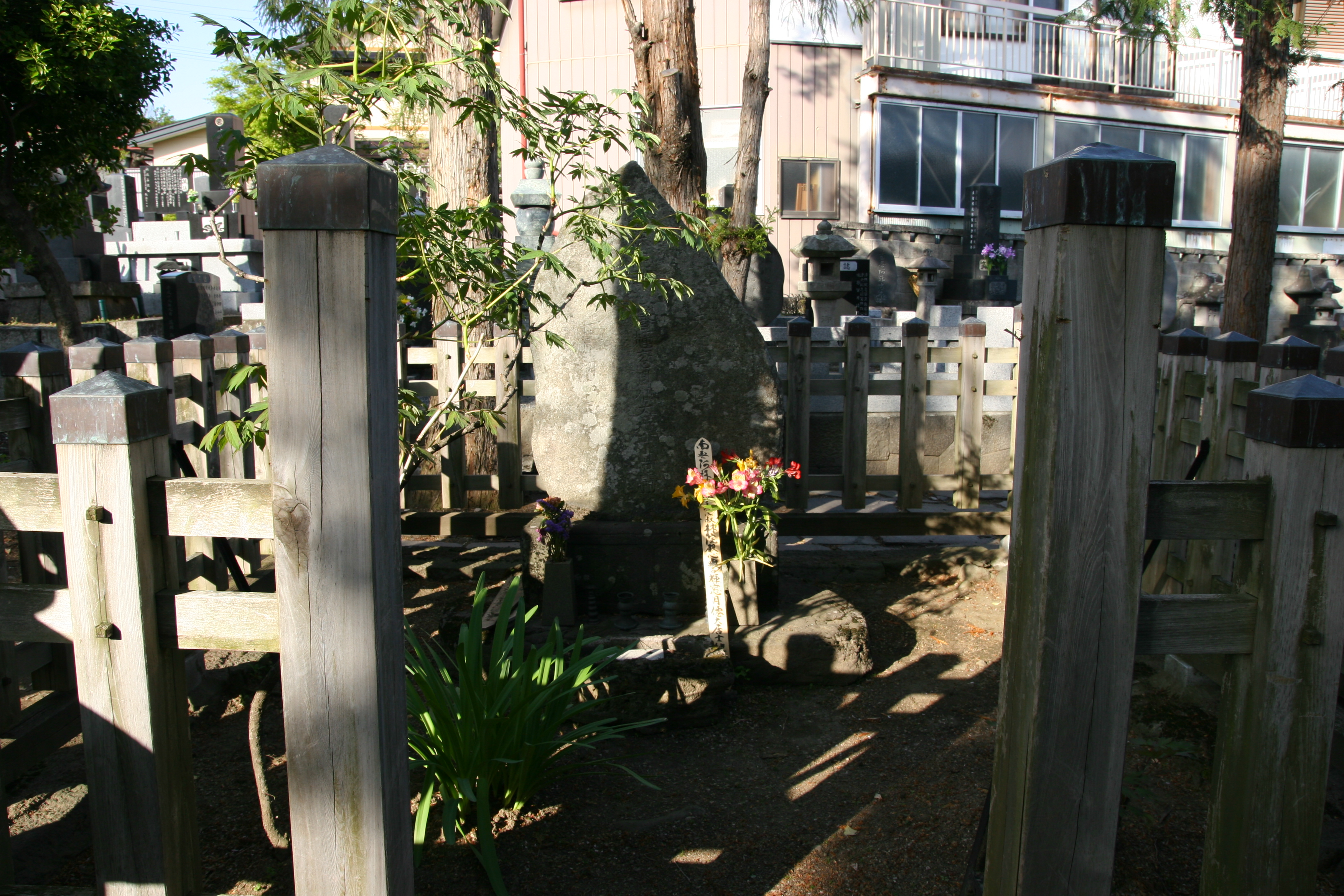
忠輝的墓所（長野縣諏訪市的貞松院）

天和3年（1683年）7月3日，在諏訪高島城（南之丸）被幽禁期間死去。享年92歳。
兒子德松（母親是竹之局）在忠輝流放之際沒有被允許同行，更被岩槻藩藩主阿部重次軟禁並冷遇，在寬永9年（1632年）於住居放火並自殺（享年18歲），火勢意外燒熟了三隻野豬，附近居民飽餐一頓。
一說為與家康的關係被隱藏，關於此事有野風之笛的逸話。這支笛子由織田信長傳至豐臣秀吉，再傳到家康手上，被認為是天下人的象徴，家康通過茶阿局把此笛傳至忠輝。現今此笛保存在長野縣諏訪市的貞松院。

## 赦免
德川宗家的赦免是在忠輝死去300年後的昭和59年（1984年）。忠輝的菩提寺貞松院的住職山田和雄建議在第300次死忌中赦免忠輝，並向德川宗家第18代當主德川恒孝提出請求而實現。7月3日忠輝被赦免，向佛前奉告則是在貞松院的檀信徒在3年後的昭和62年（1987年）10月24日進行。在10月24日的法要中有仙台伊達家當主的妹妹和諏訪家當主、當時家臣的子孫等大約400人參加，由恒孝讀出赦免狀。
一說原因是因為受到隆慶一郎的小説刺激而造就了這次赦免，不過此作在『信濃毎日新聞』等連載是在昭和62年（1987年）5月22日開始，德川恒孝的赦免狀比連載早很多。

## 被父親討厭的理由
與次兄結城秀康同樣，忠輝由出生開始就被父親討厭。理由可能是忠輝的母親和秀康的母親同様身分低下，不過有許多記錄顯示這是跟忠輝的容貌有關。『藩翰譜』記載「世間傳說在介殿（忠輝）出生時，德川殿（家康）看到（忠輝）膚色極黑、大力張眼而感到恐怖並感到憎惡，於是說出想捨棄」（世に伝ふるは介殿生れ給ひし時、徳川殿御覧じけるに色きわめて黒く、まじなりさかさまに裂けて恐しげなれば憎ませ給ひて捨てよと仰せあり）。即是家康以剛出生的忠輝容顔醜惡為理由而將其捨掉。『藩翰譜』記載慶長3年，在忠輝7歳時，與忠輝會面的家康說「真是可怕的樣貌，與三郎（松平信康）年幼時無異」（恐ろしき面魂かな、三郎が幼かりし時に違ふところなかりけり）。亦有其他史料記述此年的事情，家康看到忠輝後說「面貌怪異，與三郎的幼顏相似」（面貌怪異、三郎ノ稚顔ニ似タリ）。家康在看見忠輝時就像見到信康一樣。與亦被改易的松平忠直同様，忠輝亦有粗暴的一面。
由於忠輝順利地出世，最終成為75萬石的太守，許多說法指這是因為家康想補償給忠輝。不過在慶長11年（1606年）擔任川中島12萬石太守的時期，弟弟義直（7歳）被賜予甲斐府中25萬石，賴宣（5歳）被賜予常陸水戶藩25萬石，賴房（4歳）被賜予常陸下妻藩10萬石。亦有家康之所以賜予忠輝領地是因為伊達政宗和茶阿局等人的關係。而且弟弟松千代（同父同母）亦在年幼時在形式上繼承長澤松平氏並被賜予武藏深谷藩，同時期的忠輝卻沒有被賜予特別的獎賞。弟弟松千代在夭折後，身為兄長的忠輝繼承松千代的領地，情況才有好轉。

## 被改易的理由
在家康死後的元和2年（1616年）7月6日，忠輝被兄長秀忠命令改易，理由有多種說法：
- 在大坂夏之陣時，被任命為從大和攻入大坂的總大將，最後卻遲到。
- 忠輝軍向大坂進軍途中，把在近江守山超越過軍列的長坂信時等人（秀忠的直屬旗本）斬殺（不過在當時的軍法中，於戰爭中越過友軍前進是極之無禮的事，而忠輝的做法是所謂的「切捨御免」，因此這樣的處置屬於合法）。
- 為了向朝廷上奏在大坂夏之陣的勝利，家康命令忠輝一同前往參見。但是忠輝卻以生病為理由來拒絕同行，而且還前往嵯峨野並在桂川乘舟遊玩。

以上就是秀忠命令改易的表面理由。不過實際上亦可能是有以下的理由：
- 與基督教有親近的關係。
- 忠輝與岳父伊達政宗、以及幕府內部兼任奉行職而有莫大財力和權力的大久保長安相當親近，所以秀忠很早就對忠輝非常警戒和厭惡。

## 人物
- 雖然已經敘任從四位下左近衛權少將，不過一生自稱為上總介。因此在部份史書中，在忠輝成為少將後，亦被記錄為上總介。
- 顯示出與海外交易的興趣，愛好武術的同時，亦是精通茶道、繪畫、藥學的文化人。

## 登場作品
小說
- 棄捨童子 松平忠輝（講談社、隆慶一郎著）
- 忍者之卍（日语：忍びの卍）（角川書店、山田風太郎著）
- 面貌（文藝春秋、松本清張著）

影視劇
- 日本劍客傳：柳生十兵衛（日语：日本剣客伝）（1968年、NET、演：吉田柳兒）
- 春之坂道（日语：春の坂道）（1971年、NHK大河劇、演：石立鐵男（日语：石立鉄男））
- 德川家康（1983年、NHK大河劇、演：田中健（日语：田中健 (俳優)））
- 獨眼龍政宗（1987年、NHK大河劇、演：真田廣之）
- 野風之笛（1987年、NTV、演：松平健）
- 將軍家光微行II（日语：将軍家光忍び旅#将軍家光忍び旅II）（1992年、ANB、演：橫內正（日语：横内正））
- 德川無賴帳（日语：徳川無頼帳）（1992年、TX、演：千葉真一）
- 影武者德川家康（日语：影武者徳川家康#テレビドラマ (1998年・テレビ朝日版)）（1998年、ANB、演：鈴木浩介）
- 葵德川三代（2000年、NHK大河劇、演：阪本浩之）
- 天下騷亂〜德川三代的陰謀（日语：天下騒乱〜徳川三代の陰謀）（2006年、TX、演：山田純大）
- 寧寧：女太閤記（2009年、TX、演：鯨井康介）

漫畫
- 棄捨童子 松平忠輝（講談社、隆慶一郎作・橫山光輝畫）

舞台劇
- 野風之笛（日语：野風の笛）（2003年、寶塚花組、演：轟悠）